# Casa dels masovers de Villa Pepita
La Casa dels masovers de Villa Pepita és una obra de Regencós (Baix Empordà) inclosa a l'Inventari del Patrimoni Arquitectònic de Catalunya.

## Descripció
La casa dels masovers de la villa Pepita (can Bofill), està ubicada just al costat d'aquesta, en la carretera que va a Begur.
Formada per tres cossos enganxats, d'estructura basilical, on el cos del mig que é el més alt (té planta baixa i dos pisos), està cobert a una sola aigua, cap a l'esquerra. Els altres dos cossos, situats lateralment un a cada costat del central, són de planta baixa i un pis, també coberts a una sola aigua. L'estructura portant està construïda amb pedra, i les cobertes, amb teula àrab.